# 朱尚炌
安定王朱尚炌（1394年12月4日—15世紀），明朝秦藩唯一一代安定王，秦愍王朱樉之庶第六子。

## 生平
洪武二十七年十一月戊申（1394年12月4日）生。洪武三十五年（1402年）九月，封為安定王。永樂七年（1409年），明成祖命秦王朱尚炳為朱尚炌舉行冠禮。
永樂九年（1411年）三月，前往南京朝見明成祖。十月，返回西安府。
永乐十六年（1418年）十二月，西安中護衛百戶張誠、小旗孫成告發朱尚炌謀反，並呈上其招募軍士的文書。明成祖命內官朱興持招募文書前往西安，以示朱尚炌，並召其入朝。永樂十七年（1419年）正月，朱尚炌到達南京，因謀逆之罪被廢為庶人，發配至泗州守祖陵。永樂二十二年（1424年），其家屬被送往泗州與其團聚。
正統元年（1436年），朱尚炌因在泗州不守禮法，被遣送回西安守愍王墳园，並由軍校輪流防守。景泰三年（1452年）前，朱尚炌去世。
成化十一年（1475年）十二月，朱尚炌第五子朱志壄奏其父获罪时自己尚未出生，引用永和王朱美塢长子朱锺録的例子，请求受封为中尉，不获准。

## 家庭

### 妻
- 王氏，中兵马副指挥王迪之女，永乐九年（1411年）封安定王妃[13]。

### 子孫
朱尚炌的子孫均為庶人。景泰三年（1452年），朱尚炌尚存的子女有十人，长女四十歲，长子三十六岁，皆未婚配。陝西布政司奏請讓其於軍民之家自擇婚配，明代宗從之。景泰四年（1453年），鎮守陝西刑部右侍郎耿九疇奏稱，因朱尚炌的子女均被禁錮於秦愍王陵寢，沒有人家願意締結婚事。禮部認為，應予以釋放，依秦府居住，聽從本府主婚。明代宗從之。
- 長子：永樂十五年（1417年）生[11]
- 子：朱志堣
  -     - 曾孫：朱誠泃[15]
- 子：朱志壇
  - 孫：朱公鐎[16]
- 第五子：朱志壄（1419年后生）[17]
  - 孫：朱公鍾[18]
  - 孫：朱公鏂（1480年－1531年），號琮軒
    - 曾孫：朱誠溝
    - 曾孫：朱誠渫
    - 曾孫女：嫁施廷輔
    - 曾孫女：嫁劉汝時
    - 曾孫女：嫁夏義[19]
- 子：某
  - 孫：朱公鈭，號静軒
    - 曾孫：朱誠𣶀[20]
      - 玄孫：朱秉杹
        - 五世孫：朱惟㶵
        - 五世孫：朱惟𤆱
        - 五世孫：朱惟𪏃
        - 五世孫：朱惟𤐩
        - 五世孫：朱惟煑

    - 曾孫女：嫁商霖
    - 曾孫女：嫁璩相[21]
- 長女：永樂十一年（1413年）生[11]